# Mạng tùy biến không dây

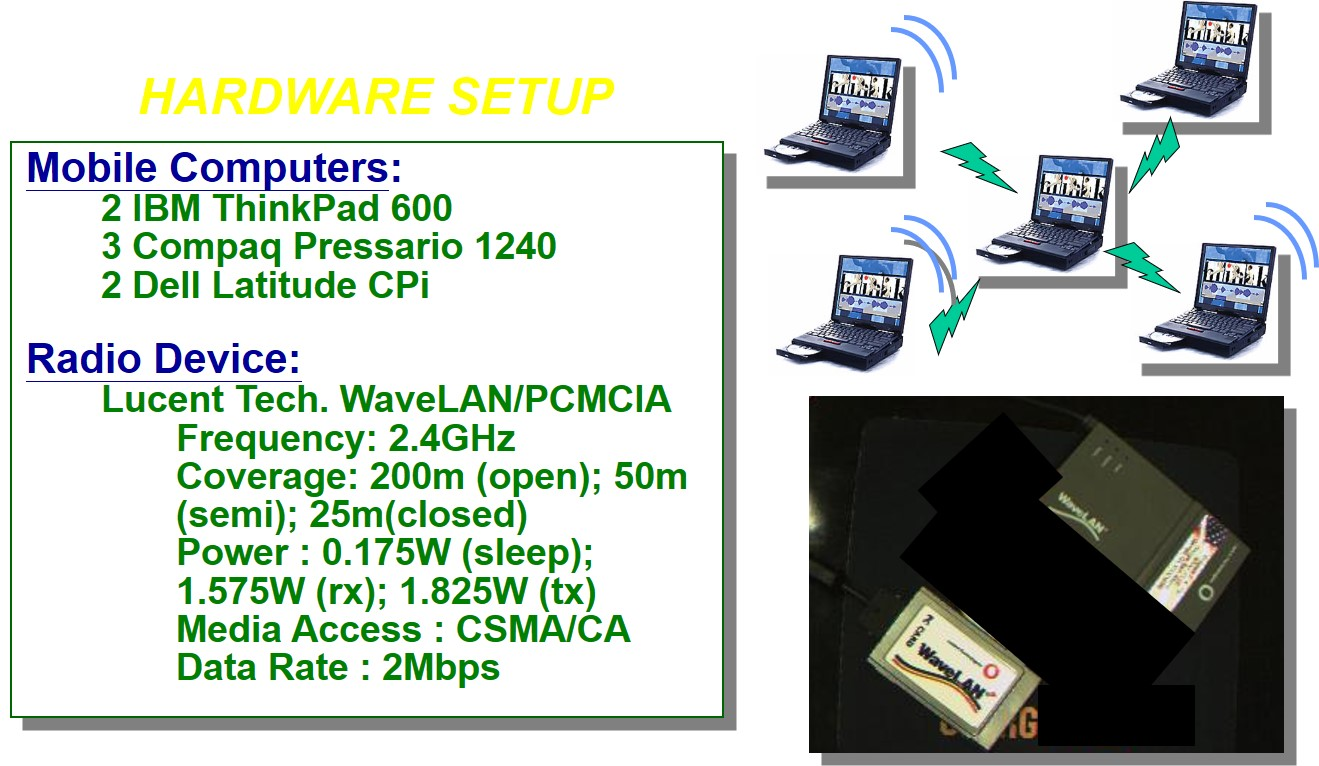
Ad hoc networks hardware

Mạng tùy biến không dây (tiếng Anh: Wireless ad-hoc network) là một tập hợp gồm nhiều hơn một thiết bị/nút mạng với khả năng nối mạng và giao tiếp không dây với nhau mà không cần sự hỗ trợ của một sự quản trị trung tâm nào. Mỗi nút trong một mạng tùy biến không dây hoạt động vừa như một máy chủ (host) vừa như một thiết bị định tuyến.
Mạng loại này được gọi là tùy biến (ad-hoc) vì mỗi nút đều sẵn sàng chuyển tiếp dữ liệu cho các nút khác, và do đó việc quyết định xem nút nào sẽ thực hiện việc chuyển tiếp dữ liệu được dựa trên tình trạng kết nối của mạng. Điều này trái ngược với các công nghệ mạng cũ hơn, mà trong đó nhiệm vụ chuyển tiếp dữ liệu được thực hiện bởi một số nút chuyên biệt, thường là có phần cứng đặc biệt và được xếp thành các loại như thiết bị định tuyến, thiết bị chuyển mạch, hub, tường lửa. Cấu hình tối thiểu và khả năng triển khai nhanh chóng làm cho mạng tùy biến không dây thích hợp cho các tình huống khẩn cấp như các thảm họa, xung đột quân sự, cấp cứu y tế, v.v..
Tô pô của mạng tùy biến không dây nói chung là động, do tình trạng kết nối giữa các nút mạng có thể thay đổi theo thời gian tùy theo chuyển động của nút, sự xuất hiện của nút mới và việc nút cũ rời khỏi mạng. Do đó, các giao thức định tuyến hiệu quả là cần thiết để cho phép các nút giao tiếp với nhau. Các thiết bị hoặc nút mạng tùy biến phải có khả năng phát hiện sự có mặt của các thiết bị khác để có thể giao tiếp và chia sẻ thông tin. Ngoài ra, nó còn phải có khả năng xác định các loại dịch vụ và thuộc tính tương ứng. Do các nút có thể liên tục thay đổi, các thông tin định tuyến cũng phải thay đổi theo để phản ánh các thay đổi của tình trạng của các đường kết nối.